# Guatteria microcarpa
Guatteria microcarpa är en kirimojaväxtart som beskrevs av Hipólito Ruiz López, Pav. och George Don jr. Guatteria microcarpa ingår i släktet Guatteria och familjen kirimojaväxter. IUCN kategoriserar arten globalt som akut hotad. Inga underarter finns listade i Catalogue of Life.